# PicoBlaze
PicoBlazeは、ザイリンクスが自らのFPGAやCPLD製品向けに提供しているソフトプロセッサコアの名称である。PicoBlazeは8ビットのRISCアーキテクチャに基づき、FPGAのVirtex 4シリーズの上で、100MIPSを達成することが出来る。プロセッサは広範囲の周辺機器へのアクセスのため、8ビットのアドレスとデータポートを持っている。このコアのライセンスは、ザイリンクスのデバイスの上であれば、無料で動作させることを認めていて、開発環境も提供されている。サードパーティーのツールがMediatronix等から入手可能である。ビヘイビア合成による、このコアから独立した、デバイス非依存の実装のPacoBlazeが、BSDライセンスの下でリリースされている。
PicoBlazeの設計は、当初"Constant(K) Coded Programmable State Machine"（その前は「ケンチャップマンのPSM」／"Ken Chapman's PSM"）を表すKCPSMと名づけられていた。ケン・チャップマンはPicoBlazeを考案し実装したザイリンクスのシステムデザイナーであった。
VHDLでPicoBlazeマイクロコントローラを実装するときは、それぞれのKCPSM部品の名前を使用しなければならない。 例えば、PacoBlaze3プロセッサでは以下のようになる：
```
 component kcpsm3 is
   port (
     address : out std_logic_vector(9 downto 0);
     instruction : in std_logic_vector(17 downto 0);
     port_id : out std_logic_vector(7 downto 0);
     write_strobe : out std_logic;
     out_port : out std_logic_vector(7 downto 0);
     read_strobe : out std_logic;
     in_port : in std_logic_vector(7 downto 0);
     interrupt : in std_logic;
     interrupt_ack : out std_logic;
     reset : in std_logic;
     clk : in std_logic
     );
 end component;
```

## 参照
1. ↑  “PicoBlaze 8-bit Microcontroller”.   Xilinx, Inc.. 2007年6月25日閲覧。
2. ↑  “PicoBlaze 8-bit Embedded Microcontroller User Guide”.   Xilinx, Inc.. 2007年6月25日閲覧。